# Malene Fenger-Grøndahl
Malene Fenger-Grøndahl (født 1976) er en dansk journalist, forfatter og foredragsholder, der særligt har beskæftiget sig med emner som islam, Mellemøsten, indvandring og integration. Hendes udgivelser baserer sig bl.a. på egne rejser i de mellemøstlige lande.
Hun er tilknyttet Center for Integration.

## Eksterne links
- Malene Fenger-Grøndahls egen hjemmeside indeholdende en samlet bibliografi, anmeldelser af hendes bøger, information om hendes foredragsvirksomhed m.v.